# Pietro Pavan
Pietro Pavan (Povegliano, 30 augustus 1903 – Rome, 26 december 1994) was een Italiaans geestelijke en kardinaal van de Katholieke Kerk.
Pavan studeerde in Rome en Padua theologie, economie en wijsbegeerte. Hij werd op 8 juli 1928 priester gewijd. Van 1933 tot 1946 was hij hoogleraar aan het seminarie van Treviso. Tussen 1946 en 1948 was hij moderator van het Katholiek Instituut voor Sociale Activiteiten. Tussen 1948 en 1969 was hij hoogleraar aan de Pauselijke Lateraanse Universiteit, waarna hij van diezelfde universiteit tussen 1969 en 1974 rector was. Pavan was als expert betrokken bij het Tweede Vaticaans Concilie en was een van de auteurs van de encyclieken 'Mater et Magistra en Pacem in Terris van paus Johannes XXIII..
Zijn verheffing tot kardinaal, tijdens het consistorie van 25 mei 1985 moet gezien worden als een onderscheiding voor zijn verdiensten. Aangezien hij ten tijde van zijn creatie al ouder was dan tachtig jaar, zou hij niet aan toekomstige conclaven kunnen deelnemen. Hij kreeg de San Francesco di Paola ai Monti als titeldiakonie en hoefde, vanwege zijn leeftijd, niet tot bisschop te worden gewijd.
Pavan overleed op 91-jarige leeftijd en werd begraven op Campo Verano.

## Noot
1. ↑  Francis A. Burkle-Young, Passing the keys: Modern cardinals, conclaves and the election of the next pope New York, Oxford, 1999 ISBN 1-56833-130-4, 335

- Bibliothèque nationale de France: cb12188248r (data)
- Gemeinsame Normdatei: 118964216
- International Standard Name Identifier: 0000 0001 0858 9145
- Library of Congress Control Number: n90680053
- Nationale Bibliotheek van Tsjechië: jn19992000843
- Nederlandse Thesaurus van Auteursnamen: 074659987
- Istituto Centrale per il Catalogo Unico: CFIV063378
- Système universitaire de documentation: 030474582
- Virtual International Authority File: 84003179
- WorldCat: E39PBJycRTpY8G9RwhJJYxDwmd